# Sebastián Pérez Kirby
Sebastián Andrés Pérez Kirby (* 2. Dezember 1990 in Viña del Mar) ist ein chilenischer Fußballtorwart. 

## Karriere

### Verein
Sebastián Pérez spielte in der Jugend in seiner Geburtsstadt bei Everton de Viña del Mar, bei dem er zum Profi reifte und 2010 sein Debüt gegen CD Cobreloa gab. Da er bei Evertonnicht die gewünschte Spielzeit bekam, wurde er zuerst an Deportes Melipilla in der Tercera A und zweimal an Deportes Puerto Montt verliehen, bei denen er die Meisterschaft der Segunda División gewann und in die Primera B aufstieg.
Zanahoria (dt. Karotte), wie Pérez wegen seiner Haarfarbe auch genannt wird, wechselte 2018 zum CD Palestino und holte mit dem Klub die Copa Chile. 2019 zog es ihn zu Deportes Iquique. Der Torhüter mit irischen Wurzeln unterschrieb im März 2021 einen Vertrag bei Meister Universidad Católica. Mit UC wurde Pérez 2021 Meister. Nach der Rückkehr von Matías Dituro wechselte er für eine Spielzeit auf Leihbasis zum Ligarivalen Unión Española. Ende 2024 lief sein Vertrag bei Universidad Católica aus und er wechselte erneut zum CD Palestino.

### Nationalmannschaft
Sebastián Pérez gab am 9. Dezember 2021 sein Debüt für die Nationalmannschaft Chiles. Beim 2:2-Unentschieden gegen Mexiko spielte er volle 90 Minuten.

## Erfolge
Deportes Puerto Montt
- Meister der Segunda División: 2014/15

CD Palestino
- Chilenischer Pokalsieger: 2018

Universidad Católica
- Chilenischer Meister: 2021
- Chilenischer Supercup-Sieger: 2020, 2021